# Passacaglia
Passacaglia (czyt. passakalja; wł., z hiszp. pasacalle „piosenka uliczna”, od pasar „przechodzić” i calle „ulica”; fr. passacaille) – hiszpańska pieśń z towarzyszeniem gitary wykonywana na ulicy, w XVII w. – taniec w metrum trójdzielnym.
Passacaglia wariacyjna wykształcona w XVII w. opiera się na wariacjach ostinatowych (powtarzające się schematy w basie) i wykazuje związki z chaconne i formą trzyczęściową. Stosowana była jako utwór samodzielny lub wchodziła w skład kantaty, suity, symfonii. Szczytową formę osiągnęła w muzyce organowej i klawesynowej u kompozytorów takich jak: Johann Kaspar Kerll, Dietrich Buxtehude, Georg Muffat, Louis Couperin, François Couperin Le Grand, Johann Sebastian Bach, Georg Friedrich Händel, Josef Rheinberger, Johannes Brahms, Max Reger, Feliks Nowowiejski, Frank Martin, Mykoła Kołessa, Marian Sawa i inni.